# Liste der Staatsoberhäupter 2015
Übersicht
◄◄ | ◄ | 2011 | 2012 | 2013 | 2014 | Liste der Staatsoberhäupter 2015 | 2016 | 2017 | 2018 | 2019 | ► | ►►

Weitere Ereignisse

## Afrika
- Ägypten
  - Staatsoberhaupt: Präsident Abd al-Fattah as-Sisi (seit 2014)
  - Regierungschef:
    - Ministerpräsident Ibrahim Mahlab (2014–19. September 2015)
    - Ministerpräsident Scherif Ismail (19. September 2015–2018)
- Algerien
  - Staatsoberhaupt: Präsident Abd al-Aziz Bouteflika (1999–2019)
  - Regierungschef: Ministerpräsident Abdelmalek Sellal (2012–2014, 2014–2017)
- Angola
  - Staats- und Regierungschef: Präsident José Eduardo dos Santos (1979–2017)
- Äquatorialguinea
  - Staatsoberhaupt: Präsident Teodoro Obiang Nguema Mbasogo (seit 1979) (bis 1982 Vorsitzender des Obersten Militärrats)
  - Regierungschef: Premierminister Vicente Ehate Tomi (2012–2016)
- Äthiopien
  - Staatsoberhaupt: Präsident Mulatu Teschome (2013–2018)
  - Regierungschef: Ministerpräsident Hailemariam Desalegn (2012–2018)
- Benin
  - Staatsoberhaupt: Präsident Boni Yayi (2006–2016)
  - Regierungschef: Ministerpräsident Lionel Zinsou (seit 18. Juni 2015) (Amt neu geschaffen)
- Botswana
  - Staats- und Regierungschef: Präsident Ian Khama (2008–2018)
- Burkina Faso
  - Staatsoberhaupt:
    - Präsident Michel Kafando (2014–16. September 2015, 2015) (kommissarisch)
    - Vorsitzender des Nationalen Rats für Demokratie Gilbert Diendéré (17. September 2015–23. September 2015)
    - Präsident Michel Kafando (2014–2015, 23. September 2015–29. Dezember 2015) (kommissarisch)
    - Präsident Roch Marc Kaboré (29. Dezember 2015–2022) (1994–1996 Ministerpräsident)

  - Regierungschef:
    - Ministerpräsident Isaac Zida (2014–16. September 2015, 2015) (2014 Präsident)
    - vakant (16. September 2016–23. September 2016)
    - Ministerpräsident Isaac Zida (2014–2015, 23. September 2015–2016) (2014 Präsident)
- Burundi
  - Staats- und Regierungschef: Präsident Pierre Nkurunziza (2005–2020)
- Dschibuti
  - Staatsoberhaupt: Präsident Ismail Omar Guelleh (seit 1999)
  - Regierungschef: Ministerpräsident Abdoulkader Kamil Mohamed (seit 2013)
- Elfenbeinküste
  - Staatsoberhaupt: Präsident Alassane Ouattara (seit 2010) (1990–1993 Ministerpräsident)
  - Regierungschef: Ministerpräsident Daniel Kablan Duncan (1993–1999, 2012–2017)
- Eritrea
  - Staats- und Regierungschef: Präsident Isayas Afewerki (seit 1993)
- Gabun
  - Staatsoberhaupt: Präsident Ali-Ben Bongo Ondimba (2009–2023)
  - Regierungschef: Ministerpräsident Daniel Ona Ondo (2014–2016)
- Gambia
  - Staats- und Regierungschef: Präsident Yahya Jammeh (1994–2017) (bis 1996 Vorsitzender des Provisorischen Regierungsrats der Armee)
- Ghana
  - Staats- und Regierungschef: Präsident John Dramani Mahama (2012–2017, seit 2025)
- Guinea
  - Staatsoberhaupt: Präsident Alpha Condé (2010–2021)
  - Regierungschef:
    - Ministerpräsident Mohamed Saïd Fofana (2010–29. Dezember 2015)
    - Ministerpräsident Mamady Youla (29. Dezember 2015–2018)
- Guinea-Bissau
  - Staatsoberhaupt: Präsident José Mário Vaz (2014–2020)
  - Regierungschef:
    - Premierminister Domingos Simões Pereira (2014–20. August 2015)
    - Premierminister Baciro Djá (20. August 2015–17. September 2015)
    - Premierminister Carlos Correia (1991–1994, 1997–1998, 2008–2009, 17. September 2015–2016)
- Kamerun
  - Staatsoberhaupt: Präsident Paul Biya (seit 1982)
  - Regierungschef: Ministerpräsident Philémon Yang (2009–2019)
- Kap Verde
  - Staatsoberhaupt: Präsident Jorge Carlos Fonseca (2011–2021)
  - Regierungschef: Premierminister José Maria Neves (2001–2016) (seit 2021 Präsident)
- Kenia
  - Staats- und Regierungschef: Präsident Uhuru Kenyatta (2013–2022)
- Komoren
  - Staats- und Regierungschef: Präsident Ikililou Dhoinine (2011–2016)
- Demokratische Republik Kongo (bis 1964 Kongo-Léopoldville, 1964–1971 Demokratische Republik Kongo, 1971–1997 Zaïre)
  - Staatsoberhaupt: Präsident Joseph Kabila (2001–2019)
  - Regierungschef: Ministerpräsident Augustin Matata Ponyo (2012–2016)
- Republik Kongo (1960–1970 Kongo-Brazzaville; 1970–1992 Volksrepublik Kongo)
  - Staats- und Regierungschef: Präsident Denis Sassou-Nguesso (1979–1992, seit 1997)
- Lesotho
  - Staatsoberhaupt: König Letsie III. (1990–1995, seit 1996)
  - Regierungschef:
    - Ministerpräsident Thomas Thabane (2012–2015, 2017–2020)
    - Ministerpräsident Bethuel Pakalitha Mosisili (1998–2012, 17. März 2015–2017)
- Liberia
  - Staats- und Regierungschef: Präsidentin Ellen Johnson Sirleaf (2006–2018)
- Libyen
  - Staatsoberhaupt: Präsident des Abgeordnetenrats Aguila Saleh Issa (2014–2021)
  - Regierungschef: Ministerpräsident Abdullah Thenni (2014–2021)
- Madagaskar
  - Staatsoberhaupt: Präsident Hery Rajaonarimampianina (2014–2018)
  - Regierungschef:
    - Premierminister Roger Kolo (2014–17. Januar 2015)
    - Premierminister Jean Ravelonarivo (17. Januar 2015–2016)
- Malawi
  - Staats- und Regierungschef: Präsident Peter Mutharika (2014–2020)
- Mali
  - Staatsoberhaupt: Präsident Ibrahim Boubacar Keïta (2013–2020)
  - Regierungschef:
    - Premierminister Moussa Mara (2014–8. Januar 2015)
    - Premierminister Modibo Keïta (2002, 8. Januar 2015–2017)
- Marokko
  - Staatsoberhaupt: König Mohammed VI. (seit 1999)
  - Regierungschef: Ministerpräsident Abdelilah Benkirane (2011–2017)
- Mauretanien
  - Staatsoberhaupt: Präsident Mohamed Ould Abdel Aziz (2008–2009, 2009–2019)
  - Regierungschef: Ministerpräsident Yahya Ould Hademine (2014–2018)
- Mauritius
  - Staatsoberhaupt:
    - Präsident Kailash Purryag (2012–29. Mai 2015)
    - Vizepräsidentin Monique Ohsan Bellepeau (2012, 29. Mai 2015–5. Juni 2015)
    - Präsidentin Ameenah Gurib (5. Juni 2015–2018)

  - Regierungschef: Premierminister Anerood Jugnauth (1982–1995, 2000–2003, 2014–2017) (2003–2012 Präsident)
- Mosambik
  - Staatsoberhaupt:
    - Präsident Armando Guebuza (2005–15. Januar 2015)
    - Präsident Filipe Nyusi (15. Januar 2015–2025)

  - Regierungschef:
    - Premierminister Alberto Vaquina (2012–9. Januar 2015)
    - Premierminister Carlos Agostinho do Rosário (19. Januar 2015–2022)
- Namibia
  - Staatsoberhaupt:
    - Präsident Hifikepunye Pohamba (2005–21. März 2015)
    - Präsident Hage Geingob (21. März 2015–2024) (1990–2002, 2012–2015 Premierminister)

  - Regierungschef:
    - Premierminister Hage Geingob (1990–2002, 2012–21. März 2015) (2015–2024 Präsident)
    - Premierministerin Saara Kuugongelwa-Amadhila (21. März 2015–2025)
- Niger
  - Staatsoberhaupt: Präsident Mahamadou Issoufou (2011–2021) (1993–1994 Ministerpräsident)
  - Regierungschef: Premierminister Brigi Rafini (2011–2021)
- Nigeria
  - Staats- und Regierungschef:
    - Präsident Goodluck Jonathan (2010–29. Mai 2015)
    - Präsident Muhammadu Buhari (1983–1985, 29. Mai 2015–2023)
- Ruanda
  - Staatsoberhaupt: Präsident Paul Kagame (seit 2000)
  - Regierungschef: Ministerpräsident Anastase Murekezi (2014–2017)
- Sambia
  - Staats- und Regierungschef:
    - Präsident Guy Scott (2014–25. Januar 2015) (kommissarisch)
    - Präsident Edgar Lungu (25. Januar 2015–2021)
- São Tomé und Príncipe
  - Staatsoberhaupt: Präsident Manuel Pinto da Costa (1975–1991, 2011–2016)
  - Regierungschef: Premierminister Patrice Trovoada (2008, 2010–2012, 2014–2018, 2022–2025)
- Senegal
  - Staatsoberhaupt: Präsident Macky Sall (2012–2024) (2004–2007 Premierminister)
  - Regierungschef: Premierminister Mahammed Dionne (2014–2019)
- Seychellen
  - Staats- und Regierungschef: Präsident James Alix Michel (2004–2016)
- Sierra Leone
  - Staats- und Regierungschef: Präsident Ernest Koroma (2007–2018)
- Simbabwe
  - Staatsoberhaupt: Präsident Robert Mugabe (1987–2017) (1980–1987 Ministerpräsident)
- Somalia
  - Staatsoberhaupt: Präsident Hassan Sheikh Mohamud (2012–2017, seit 2022)
  - Regierungschef: Ministerpräsident Omar Abdirashid Ali Sharmarke (2009–2010, 2014–2017)
  - Somaliland (international nicht anerkannt)
    - Staats- und Regierungschef: Präsident Ahmed Mohammed Mahamoud Silanyo (seit 2010)
- Südafrika
  - Staats- und Regierungschef: Präsident Jacob Zuma (2009–2018)
- Sudan
  - Staats- und Regierungschef: Präsident Umar al-Baschir (1989–2019)
- Südsudan
  - Staats- und Regierungschef: Präsident Salva Kiir Mayardit (seit 2011)
- Swasiland
  - Staatsoberhaupt: König Mswati III. (seit 1986)
  - Regierungschef: Premierminister Barnabas Sibusiso Dlamini (1996–2003, 2008–2018)
- Tansania
  - Staatsoberhaupt:
    - Präsident Jakaya Kikwete (2005–5. November 2015)
    - Präsident John Magufuli (5. November 2015–2021)

  - Regierungschef:
    - Premierminister Mizengo Pinda (2008–20. November 2015)
    - Premierminister Kassim Majaliwa (seit 20. November 2015)
- Togo
  - Staatsoberhaupt: Präsident Faure Gnassingbé (2005, 2005–2025) (seit 2025 Premierminister)
  - Regierungschef:
    - Premierminister Kwesi Ahoomey-Zunu (2012–10. Juni 2015)
    - Premierminister Komi Sélom Klassou (10. Juni 2015–2020)
- Tschad
  - Staatsoberhaupt: Präsident Idriss Déby (1990–2021)
  - Regierungschef: Premierminister Kalzeubé Pahimi Deubet (2013–2016)
- Tunesien
  - Staatsoberhaupt: Präsident Beji Caid Essebsi (2014–2019)
  - Regierungschef:
    - Ministerpräsident Mehdi Jomaâ (2014–6. Februar 2015)
    - Ministerpräsident Habib Essid (6. Februar 2015–2016)
- Uganda
  - Staatsoberhaupt: Präsident Yoweri Museveni (seit 1986)
  - Regierungschef: Ministerpräsident Ruhakana Rugunda (2014–2021)
- Westsahara (umstritten)
  - Staatsoberhaupt: Präsident Mohamed Abdelaziz (1976–2016) (im Exil)
  - Regierungschef: Ministerpräsident Abdelkader Taleb Oumar (2003–2018) (im Exil)
- Zentralafrikanische Republik
  - Staatsoberhaupt: Präsidentin Catherine Samba-Panza (2014–2016)
  - Regierungschef: Premierminister Mahamat Kamoun (2014–2016)

## Amerika

### Nordamerika
- Kanada
  - Staatsoberhaupt: Königin Elisabeth II. (1952–2022)
    - Generalgouverneur: David Johnston (2010–2017)

  - Regierungschef:
    - Premierminister Stephen Harper (2006–4. November 2015)
    - Premierminister Justin Trudeau (4. November 2015–2025)
- Mexiko
  - Staats- und Regierungschef: Präsident Enrique Peña Nieto (2012–2018)
- Vereinigte Staaten von Amerika
  - Staats- und Regierungschef: Präsident Barack Obama (2009–2017)

### Mittelamerika
- Antigua und Barbuda
  - Staatsoberhaupt: Königin Elisabeth II. (1981–2022)
    - Generalgouverneur: Rodney Williams (seit 2014)

  - Regierungschef: Premierminister Gaston Browne (seit 2014)
- Bahamas
  - Staatsoberhaupt: Königin Elisabeth II. (1973–2022)
    - Generalgouverneurin: Marguerite Pindling (2014–2019)

  - Regierungschef: Premierminister Perry Christie (2002–2007, 2012–2017)
- Barbados
  - Staatsoberhaupt: Königin Elisabeth II. (1966–2021)
    - Generalgouverneur: Elliot Belgrave (2011–2012, 2012–2017)

  - Regierungschef: Premierminister Freundel Stuart (2010–2018)
- Belize
  - Staatsoberhaupt: Königin Elisabeth II. (1981–2022)
    - Generalgouverneur: Colville Young (1993–2021)

  - Regierungschef: Premierminister Dean Barrow (2008–2020)
- Costa Rica
  - Staats- und Regierungschef: Präsident Luis Guillermo Solís (2014–2018)
- Dominica
  - Staatsoberhaupt: Präsident Charles Savarin (2013–2023)
  - Regierungschef: Premierminister Roosevelt Skerrit (seit 2004)
- Dominikanische Republik
  - Staats- und Regierungschef: Präsident Danilo Medina (2012–2020)
- El Salvador
  - Staats- und Regierungschef: Präsident Salvador Sánchez Cerén (2014–2019)
- Grenada
  - Staatsoberhaupt: Königin Elisabeth II. (1974–2022)
    - Generalgouverneurin: Cécile La Grenade (seit 2013)

  - Regierungschef: Premierminister Keith Mitchell (1995–2008, 2013–2022)
- Guatemala
  - Staats- und Regierungschef:
    - Präsident Otto Pérez Molina (2012–3. September 2015)
    - Präsident Alejandro Maldonado Aguirre (3. September 2015–2016)
- Haiti
  - Staatsoberhaupt: Präsident Michel Martelly (2011–2016)
  - Regierungschef:
    - Ministerpräsidentin Florence Duperval Guillaume (kommissarisch) (2014–16. Januar 2015)
    - Ministerpräsident Evans Paul (16. Januar 2015–2016)
- Honduras
  - Staats- und Regierungschef: Präsident Juan Orlando Hernández (2014–2022)
- Jamaika
  - Staatsoberhaupt: Königin Elisabeth II. (1962–2022)
    - Generalgouverneur: Patrick Allen (seit 2009)

  - Regierungschef: Ministerpräsidentin Portia Simpson Miller (2006–2007, 2012–2016)
- Kuba
  - Staatsoberhaupt und Regierungschef: Präsident des Staatsrats und des Ministerrats Raúl Castro (2006–2018) (bis 2008 kommissarisch)
- Nicaragua
  - Staats- und Regierungschef: Präsident Daniel Ortega (1985–1990, seit 2007) (1979–1985 Mitglied der Regierungsjunta des nationalen Wiederaufbaus)
- Panama
  - Staats- und Regierungschef: Präsident Juan Carlos Varela (2014–2019)
- St. Kitts und Nevis
  - Staatsoberhaupt: Königin Elisabeth II. (1983–2022)
    - Generalgouverneur:
      - Edmund Lawrence (2013–19. Mai 2015)
      - Samuel Weymouth Tapley Seaton (20. Mai 2015–2023) (bis 2. September 2015 kommissarisch)

  - Regierungschef:
    - Ministerpräsident Denzil Douglas (1995–18. Februar 2015)
    - Ministerpräsident Timothy Harris (18. Februar 2015–2022)
- St. Lucia
  - Staatsoberhaupt: Königin Elisabeth II. (1979–2022)
    - Generalgouverneurin: Dame Pearlette Louisy (1997–2017)

  - Regierungschef: Ministerpräsident Kenneth Anthony (1997–2006, 2011–2016)
- St. Vincent und die Grenadinen
  - Staatsoberhaupt: Königin Elisabeth II. (1979–2022)
    - Generalgouverneur: Frederick Ballantyne (2002–2019)

  - Regierungschef: Ministerpräsident Ralph Gonsalves (seit 2001)
- Trinidad und Tobago
  - Staatsoberhaupt: Präsident Anthony Carmona (2013–2018)
  - Regierungschef:
    - Premierministerin Kamla Persad-Bissessar (2010–9. September 2015, seit 2025)
    - Premierminister Keith Rowley (9. September 2015–2025)

### Südamerika
- Argentinien
  - Staats- und Regierungschef:
    - Präsidentin Cristina Fernández de Kirchner (2007–9. Dezember 2015)
    - Präsident Federico Pinedo (10. Dezember 2015) (kommissarisch)
    - Präsident Mauricio Macri (10. Dezember 2015–2019)
- Bolivien
  - Staats- und Regierungschef: Präsident Evo Morales (2006–2019)
- Brasilien
  - Staats- und Regierungschef: Präsidentin Dilma Rousseff (2011–2016)
- Chile
  - Staats- und Regierungschef: Präsidentin Michelle Bachelet (2006–2010, 2014–2018)
- Ecuador
  - Staats- und Regierungschef: Präsident Rafael Correa (2007–2017)
- Guyana
  - Staatsoberhaupt:
    - Präsident Donald Ramotar (2011–16. Mai 2015)
    - Präsident David Arthur Granger (16. Mai 2015–2020)

  - Regierungschef:
    - Ministerpräsident Sam Hinds (1992–1997, 1997–1999, 1999–20. Mai 2015) (1997 Präsident)
    - Ministerpräsident Moses Nagamootoo (20. Mai 2015–2020)
- Kolumbien
  - Staats- und Regierungschef: Präsident Juan Manuel Santos (2010–2018)
- Paraguay
  - Staats- und Regierungschef: Präsident Horacio Cartes (2013–2018)
- Peru
  - Staatsoberhaupt: Präsident Ollanta Humala (2011–2016)
  - Regierungschef:
    - Ministerpräsidentin Ana Jara (2014–2. April 2015)
    - Ministerpräsident Pedro Cateriano (2. April 2015–2016, 2020)
- Suriname
  - Staats- und Regierungschef: Präsident Dési Bouterse (1980, 1982, 2010–2020)
  - Regierungschef:
    - Vizepräsident Robert Ameerali (2010–12. August 2015)
    - Vizepräsident Ashwin Adhin (12. August 2015–2020)
- Uruguay
  - Staats- und Regierungschef:
    - Präsident José Mujica (2010–1. März 2015)
    - Präsident Tabaré Vázquez (2005–2010, 1. März 2015–2020)
- Venezuela
  - Staats- und Regierungschef: Präsident Nicolás Maduro (seit 2013)

## Asien

### Ost-, Süd- und Südostasien
- Bangladesch
  - Staatsoberhaupt: Präsident Abdul Hamid (2013–2023)
  - Regierungschef: Premierministerin Hasina Wajed (1996–2001, 2009–2024)
- Bhutan
  - Staatsoberhaupt: König Jigme Khesar Namgyel Wangchuck (seit 2006)
  - Regierungschef: Ministerpräsident Tshering Tobgay (2013–2018, seit 2024)
- Brunei
  - Staats- und Regierungschef: Sultan Hassanal Bolkiah (seit 1967)
- Republik China (Taiwan)
  - Staatsoberhaupt: Präsident Ma Ying-jeou (2008–2016)
  - Regierungschef: Ministerpräsident Mao Chi-kuo (2014–2016)
- Volksrepublik China
  - Staatsoberhaupt: Präsident Xi Jinping (seit 2013)
  - Regierungschef: Ministerpräsident Li Keqiang (2013–2023)
- Indien
  - Staatsoberhaupt: Präsident Pranab Mukherjee (2012–2017)
  - Regierungschef: Premierminister Narendra Modi (seit 2014)
- Indonesien
  - Staatsoberhaupt und Regierungschef: Präsident Joko Widodo (2014–2024)
- Japan
  - Staatsoberhaupt: Kaiser Akihito (1989–2019)
  - Regierungschef: Premierminister Shinzō Abe (2006–2007, 2012–2020)
- Kambodscha
  - Staatsoberhaupt: König Norodom Sihamoni (seit 2004)
  - Regierungschef: Premierminister Hun Sen (1985–2023)
- Nordkorea
  - De-facto-Herrscher: Kim Jong-un (seit 2012)
  - Staatsoberhaupt: Vorsitzender des Präsidiums der Obersten Volksversammlung: Kim Yŏng-nam (1998–2019)
  - Regierungschef: Ministerpräsident Pak Pong-ju (2003–2007, 2013–2020)
- Südkorea
  - Staatsoberhaupt: Präsidentin Park Geun-hye (2013–2017)
  - Regierungschef:
    - Ministerpräsident Jung Hong-won (2013–17. Februar 2015)
    - Ministerpräsident Lee Wan-koo (17. Februar 2015–27. April 2015)
    - Ministerpräsident Choi Kyoung-hwan (27. April 2015–18. Juni 2015) (kommissarisch)
    - Ministerpräsident Hwang Kyo-ahn (18. Juni 2015–2017)
- Laos
  - Staatsoberhaupt: Präsident Choummaly Sayasone (2006–2016)
  - Regierungschef: Premierminister Thongsing Thammavong (2010–2016)
- Malaysia
  - Staatsoberhaupt: Oberster Herrscher Abdul Halim Mu’adzam Shah (seit 2011)
  - Regierungschef: Ministerpräsident Najib Razak (2009–2018)
- Malediven
  - Staats- und Regierungschef: Präsident Abdulla Yameen (2013–2018)
- Myanmar
  - Staats- und Regierungschef: Präsident Thein Sein (2011–2016) (2007–2011 Ministerpräsident)
- Nepal
  - Staatsoberhaupt:
    - Präsident Ram Baran Yadav (2008–29. Oktober 2015)
    - Präsidentin Bidhya Devi Bhandari (29. Oktober 2015–2023)

  - Regierungschef:
    - Premierminister Sushil Koirala (2014–12. Oktober 2015)
    - Premierminister Khadga Prasad Oli (12. Oktober 2015–2016, 2018–2021, seit 2024)
- Osttimor
  - Staatsoberhaupt: Präsident Taur Matan Ruak (2012–2017) (2018–2023 Premierminister)
  - Regierungschef:
    - Premierminister Xanana Gusmão (2007–16. Februar 2015, seit 2023) (2002–2007 Präsident)
    - Premierminister Rui Maria de Araújo (16. Februar 2015–2017)
- Pakistan
  - Staatsoberhaupt: Präsident Mamnoon Hussain (2013–2018)
  - Regierungschef: Ministerpräsident Nawaz Sharif (1990–1993, 1993, 1997–1999, 2013–2017)
- Philippinen
  - Staats- und Regierungschef: Präsident Benigno Aquino III. (2010–2016)
- Singapur
  - Staatsoberhaupt: Präsident Tony Tan Keng Yam (2011–2017)
  - Regierungschef: Premierminister Lee Hsien Loong (2004–2024)
- Sri Lanka
  - Staatsoberhaupt:
    - Präsident Mahinda Rajapaksa (2005–9. Januar 2015) (2004–2005, 2018, 2019–2022 Premierminister)
    - Präsident Maithripala Sirisena (9. Januar 2015–2019)

  - Regierungschef:
    - Premierminister D. M. Jayaratne (2010–9. Januar 2015)
    - Premierminister Ranil Wickremesinghe (1993–1994, 2001–2004, 9. Januar 2015–2018, 2018–2019, 2022) (2022–2024 Präsident)
- Thailand
  - Staatsoberhaupt: König Rama IX. Bhumibol Adulyadej (1946–2016)
  - Regierungschef: Ministerpräsident Prayut Chan-o-cha (2014–2022, 2022–2023)
- Vietnam
  - Staatsoberhaupt: Präsident Trương Tấn Sang (2011–2016)
  - Regierungschef: Premierminister Nguyễn Tấn Dũng (2006–2016)

### Vorderasien
- Armenien
  - Staatsoberhaupt: Präsident Sersch Sargsjan (2008–2018) (2007–2008 und 2018 Ministerpräsident)
  - Regierungschef: Ministerpräsident Howik Abrahamjan (2014–2016)
- Aserbaidschan
  - Staatsoberhaupt: Präsident İlham Əliyev (seit 2003)
  - Regierungschef: Ministerpräsident Artur Rasizadə (1996–2003, 2003–2018)
  - Bergkarabach (international nicht anerkannt)
    - Staatsoberhaupt: Präsident Bako Sahakjan (seit 2007)
    - Regierungschef: Ministerpräsident Arajik Harutjunjan (seit 2007)
- Bahrain
  - Staatsoberhaupt: König Hamad bin Isa Al Chalifa (seit 1999) (bis 2002 Emir)
  - Regierungschef: Ministerpräsident Chalifa bin Salman Al Chalifa (1971–2020)
- Georgien
  - Staatsoberhaupt: Präsident Giorgi Margwelaschwili (2013–2018)
  - Regierungschef:
    - Ministerpräsident Irakli Gharibaschwili (2013–24. Dezember 2015, 2021–2024)
    - Ministerpräsident Giorgi Kwirikaschwili (30. Dezember 2015–2018)

  - Abchasien (international nicht anerkannt)
    - Staatsoberhaupt: Präsident Raul Chadschimba (2014–2020)
    - Regierungschef:
      - Ministerpräsident Beslan Butba (2014–16. März 2015)
      - Ministerpräsident Shamil Adzynba (16. März 2015–20. März 2015) (kommissarisch)
      - Ministerpräsident Artur Mikvabia (20. März 2015–2016)

  - Südossetien (international nicht anerkannt)
    - Staatsoberhaupt: Präsident Leonid Tibilow (2012–2017)
    - Regierungschef: Ministerpräsident Domenti Kulumbegow (2014–2017)
- Irak
  - Staatsoberhaupt: Präsident Fuad Masum (2014–2018)
  - Regierungschef: Ministerpräsident Haider al-Abadi (2014–2018)
- Iran
  - Religiöses Oberhaupt: Oberster Rechtsgelehrter Ali Chamene’i (seit 1989) (1981–1989 Ministerpräsident)
  - Regierungschef: Präsident Hassan Rohani (2013–2021)
- Israel
  - Staatsoberhaupt: Präsident Reuven Rivlin (2014–2021)
  - Regierungschef: Ministerpräsident Benjamin Netanjahu (1996–1999, 2009–2021, seit 2022)
- Jemen
  - Staatsoberhaupt: Präsident Abed Rabbo Mansur Hadi (2012–2022)
  - Regierungschef: Ministerpräsident Chalid Bahah (2014–2016)
- Jordanien
  - Staatsoberhaupt: König Abdullah II. (seit 1999)
  - Regierungschef: Ministerpräsident Abdullah Ensour (seit 2012)
- Katar
  - Staatsoberhaupt: Emir Tamim bin Hamad Al Thani (seit 2013)
  - Regierungschef: Ministerpräsident Abdullah bin Nasser bin Chalifa Al Thani (2013–2020)
- Kuwait
  - Staatsoberhaupt: Emir Sabah al-Ahmad al-Dschabir as-Sabah (2006–2020) (2003–2006 Ministerpräsident)
  - Regierungschef: Ministerpräsident Dschabir Mubarak al-Hamad as-Sabah (2011–2019)
- Libanon
  - Staatsoberhaupt: vakant (2014–2016)
  - Regierungschef: Ministerpräsident Tammam Salam (2014–2016)
- Oman
  - Staats- und Regierungschef: Sultan Qabus ibn Said (1970–2020)
- Palästinensische Autonomiegebiete
  - Staatsoberhaupt: Präsident Mahmud Abbas (seit 2005) (2003 Ministerpräsident)
  - Regierungschef: Ministerpräsident Rami Hamdallah (2013–2019) (regierte de facto nur in Westjordanland)
- Saudi-Arabien
  - Staats- und Regierungschef:
    - König Abdullah ibn Abd al-Aziz (2005–23. Januar 2015)
    - König Salman ibn Abd al-Aziz (seit 23. Januar 2015)
- Syrien
  - Staatsoberhaupt: Präsident Baschar al-Assad (2000–2024)
  - Regierungschef: Ministerpräsident Wael al-Halki (2012–2016)
- Türkei
  - Staatsoberhaupt: Präsident Recep Tayyip Erdoğan (seit 2014) (2003–2014 Ministerpräsident)
  - Regierungschef: Ministerpräsident Ahmet Davutoğlu (2014–2016)
- Vereinigte Arabische Emirate
  - Staatsoberhaupt: Präsident Chalifa bin Zayid Al Nahyan (2004–2022) (2004–2022 Emir von Abu Dhabi)
  - Regierungschef: Ministerpräsident Muhammad bin Raschid Al Maktum (seit 2006) (seit 2006 Emir von Dubai)

### Zentralasien
- Afghanistan
  - Staatsoberhaupt: Präsident Aschraf Ghani (2014–2021)
  - Regierungschef: Geschäftsführer Abdullah Abdullah (2014–2020)
- Kasachstan
  - Staatsoberhaupt: Präsident Nursultan Nasarbajew (1991–2019)
  - Regierungschef: Ministerpräsident Kärim Mässimow (2007–2012, 2014–2016)
- Kirgisistan
  - Staatsoberhaupt: Präsident Almasbek Atambajew (2011–2017) (2007, 2010–2011 Ministerpräsident)
  - Regierungschef:
    - Ministerpräsident Joomart Otorbajew (2014–1. Mai 2015)
    - Ministerpräsident Temir Sarijew (seit 1. Mai 2015–2016)
- Mongolei
  - Staatsoberhaupt: Präsident Tsachiagiin Elbegdordsch (2009–2017) (1998, 2004–2006 Ministerpräsident)
  - Regierungschef: Ministerpräsident Tschimediin Saichanbileg (2014–2016)
- Tadschikistan
  - Staatsoberhaupt: Präsident Emomalij Rahmon (seit 1992)
  - Regierungschef: Ministerpräsident Qochir Rasulsoda (seit 2013)
- Turkmenistan
  - Staats- und Regierungschef: Präsident Gurbanguly Berdimuhamedow (2006–2022) (2006–2007 kommissarisch)
- Usbekistan
  - Staatsoberhaupt: Präsident Islom Karimov (1991–2016)
  - Regierungschef: Ministerpräsident Shavkat Mirziyoyev (2003–2016) (seit 2016 Präsident)

## Australien und Ozeanien
- Australien
  - Staatsoberhaupt: Königin Elisabeth II. (1952–2022)
    - Generalgouverneur: Peter Cosgrove (2014–2019)

  - Regierungschef:
    - Premierminister Tony Abbott (2013–15. September 2015)
    - Premierminister Malcolm Turnbull (15. September 2015–2018)
- Cookinseln (unabhängiger Staat in freier Assoziierung mit Neuseeland)
  - Staatsoberhaupt: Königin Elisabeth II. (1965–2022)
    - Queen’s Representative: Tom Marsters (seit 2013)

  - Regierungschef: Premierminister Henry Puna (seit 2010)
- Fidschi
  - Staatsoberhaupt:
    - Präsident Epeli Nailatikau (2009–12. November 2005)
    - Präsident Jioji Konrote (12. November 2005–2021)

  - Regierungschef: Premierminister Frank Bainimarama (2007–2022) (2000, 2006–2007 Staatsoberhaupt)
- Kiribati
  - Staats- und Regierungschef: Präsident Anote Tong (2003–2016)
- Marshallinseln
  - Staats- und Regierungschef: Präsident Christopher Loeak (2012–2016)
- Mikronesien
  - Staats- und Regierungschef:
    - Präsident Manny Mori (2007–11. Mai 2015)
    - Präsident Peter Christian (11. Mai 2015–2019)
- Nauru
  - Staats- und Regierungschef: Präsident Baron Waqa (2013–2019)
- Neuseeland
  - Staatsoberhaupt: Königin Elisabeth II. (1952–2022)
    - Generalgouverneur: Jerry Mateparae (2011–2016)

  - Regierungschef: Premierminister John Key (2008–2016)
- Niue (unabhängiger Staat in freier Assoziierung mit Neuseeland)
  - Staatsoberhaupt: Königin Elisabeth II. (1974–2022)
    - Queen’s Representative: Generalgouverneur von Neuseeland

  - Regierungschef: Premierminister Toke Talagi (2008–2020)
- Palau
  - Staats- und Regierungschef: Präsident Tommy Remengesau (2001–2009, 2013–2021)
- Papua-Neuguinea
  - Staatsoberhaupt: Königin Elisabeth II. (1975–2022)
    - Generalgouverneur: Michael Ogio (2010–2017)

  - Regierungschef: Premierminister Peter O’Neill (2011–2019)
- Salomonen
  - Staatsoberhaupt: Königin Elisabeth II. (1978–2022)
    - Generalgouverneur: Frank Kabui (2009–2019)

  - Regierungschef: Premierminister Manasseh Sogavare (2000–2001, 2006–2007, 2014–2017, 2019–2024)
- Samoa
  - Staatsoberhaupt: O le Ao o le Malo Tupuola Taisi Tufuga Efi (2007–2017) (1976–1982 Premierminister)
  - Regierungschef: Premierminister Sailele Tuilaʻepa Malielegaoi (1998–2021)
- Tonga
  - Staatsoberhaupt: König Tupou VI. (seit 2012) (2000–2006 Premierminister)
  - Regierungschef: Premierminister ʻAkilisi Pohiva (2014–2019)
- Tuvalu
  - Staatsoberhaupt: Königin Elisabeth II. (1978–2022)
    - Generalgouverneur: Iakoba Italeli (2010–2019)

  - Regierungschef: Premierminister Enele Sopoaga (2013–2019)
- Vanuatu
  - Staatsoberhaupt: Präsident Baldwin Lonsdale (2014–2017)
  - Regierungschef:
    - Premierminister Joe Natuman (2014–11. Juni 2015)
    - Premierminister Sato Kilman (2010–2011, 2011, 2011–2013, 12. Juni 2015–2016, 2023)

## Europa
- Albanien
  - Staatsoberhaupt: Präsident Bujar Nishani (2012–2017)
  - Regierungschef: Ministerpräsident Edi Rama (seit 2013)
- Andorra
  - Kofürsten:
    - Staatspräsident von Frankreich François Hollande (2012–2017)
      - Persönliche/-r Repräsentant/-in:
        - Sylvie Hubac (2012–5. Januar 2015)
        - Thierry Lataste (5. Januar 2015–2016)

    - Bischof von Urgell Joan Enric Vives i Sicília (2003–2025)
      - Persönlicher Repräsentant: Josep Maria Mauri (2010–2023)

  - Regierungschef:
    - Regierungspräsident Antoni Martí Petit (2011–23. März 2015, 2015–2019)
    - Regierungspräsident Gilbert Saboya Sunyé (23. März 2015–1. April 2015) (kommissarisch)
    - Regierungspräsident Antoni Martí Petit (2011–2015, 1. April 2015–2019)
- Belgien
  - Staatsoberhaupt: König Philippe (seit 2013)
  - Regierungschef: Ministerpräsident Charles Michel (2014–2019)
- Bosnien und Herzegowina
  - Hoher Repräsentant für Bosnien und Herzegowina: Valentin Inzko (2009–2021)
  - Staatsoberhaupt:
    - Vorsitzender des Staatspräsidiums Mladen Ivanić (2014–17. Juli 2015, 2016–2017)
    - Vorsitzender des Staatspräsidiums Dragan Čović (2003, 2003–2004, 17. Juli 2015–2016, 2017–2018)

  - Staatspräsidium:
    - Bosniaken: Bakir Izetbegović (2010–2018)
    - Kroaten: Dragan Čović (2002–2005, 2014–2018)
    - Serben: Mladen Ivanić (2014–2018)

  - Regierungschef:
    - Ministerpräsident Vjekoslav Bevanda (2012–11. Februar 2015)
    - Ministerpräsident Denis Zvizdić (11. Februar 2015–2019)
- Bulgarien
  - Staatsoberhaupt: Präsident Rossen Plewneliew (2012–2017)
  - Regierungschef: Ministerpräsident Bojko Borissow (2009–2013, 2014–2017, 2017–2021)
- Dänemark
  - Staatsoberhaupt: Königin Margrethe II. (1972–2024)
  - Regierungschef:
    - Ministerpräsidentin Helle Thorning-Schmidt (2011–28. Juni 2015)
    - Ministerpräsident Lars Løkke Rasmussen (2009–2011, 28. Juni 2015–2019)

  - Färöer (politisch selbstverwalteter und autonomer Bestandteil des Königreichs Dänemark)
    - Vertreter der dänischen Regierung: Reichsombudmann Dan Michael Knudsen (2008–2017)
    - Regierungschef:
      - Ministerpräsident Kaj Leo Johannesen (2008–15. September 2015)
      - Ministerpräsident Aksel V. Johannesen (15. September 2015–2019, seit 2022)

  - Grönland (politisch selbstverwalteter und autonomer Bestandteil des Königreichs Dänemark)
    - Vertreter der dänischen Regierung: Reichsombudsfrau Mikaela Engell  (2011–2022)
    - Regierungschef: Ministerpräsident Kim Kielsen (2014–2021)
- Deutschland
  - Staatsoberhaupt: Bundespräsident Joachim Gauck (2012–2017)
  - Regierungschef: Bundeskanzlerin Angela Merkel (2005–2021)
- Estland
  - Staatsoberhaupt: Präsident Toomas Hendrik Ilves (2006–2016)
  - Regierungschef: Ministerpräsident Taavi Rõivas (2014–2016)
- Finnland
  - Staatsoberhaupt: Präsident Sauli Niinistö (2012–2024)
  - Regierungschef:
    - Ministerpräsident Alexander Stubb (2014–29. Mai 2015) (seit 2024 Präsident)
    - Ministerpräsident Juha Sipilä (29. Mai 2015–2019)
- Frankreich
  - Staatsoberhaupt: Präsident François Hollande (2012–2017)
  - Regierungschef: Premierminister Manuel Valls (2014–2016)
- Griechenland
  - Staatsoberhaupt:
    - Präsident Karolos Papoulias (2005–13. März 2015)
    - Präsident Prokopis Pavlopoulos (13. März 2015–2020)

  - Regierungschef:
    - Ministerpräsident Andonis Samaras (2012–26. Januar 2015)
    - Ministerpräsident Alexis Tsipras (26. Januar 2015–27. August 2015, 2015–2019)
    - Präsidentin des obersten Gerichtshofs Vasiliki Thanou-Christofilou (27. August 2015–21. September 2015) (kommissarisch)
    - Ministerpräsident Alexis Tsipras (2015, 21. September 2015–2019)
- Irland
  - Staatsoberhaupt: Präsident Michael D. Higgins (seit 2011)
  - Regierungschef: Taoiseach Enda Kenny (2011–2017)
- Island
  - Staatsoberhaupt: Präsident Ólafur Ragnar Grímsson (1996–2016)
  - Regierungschef: Ministerpräsident Sigmundur Davíð Gunnlaugsson (2013–2016)
- Italien
  - Staatsoberhaupt:
    - Präsident Giorgio Napolitano (2006–14. Januar 2015)
    - Senatspräsident Pietro Grasso (14. Januar 2015–3. Februar 2015) (kommissarisch)
    - Präsident Sergio Mattarella (seit 3. Februar 2015)

  - Regierungschef: Ministerpräsident Matteo Renzi (2014–2016)
- Kanalinseln[1]
  - Guernsey
    - Staatsoberhaupt: Herzogin Elisabeth II. (1952–2022)
      - Vizegouverneur:
        - Peter Walker (2011–6. September 2015)
        - Richard Collas (6. September 2015–2016) (kommissarisch)

    - Regierungschef: Chief Minister Jonathan Le Tocq (2014–2016)

  - Jersey
    - Staatsoberhaupt: Herzogin Elisabeth II. (1952–2022)
      - Vizegouverneur: John McColl (2011–2016)

    - Regierungschef: Chief Minister Ian Gorst (2011–2018)
- Kosovo (seit 2008 unabhängig, international nicht anerkannt)
  - Staatsoberhaupt: Präsidentin Atifete Jahjaga (2011–2016)
  - Regierungschef: Ministerpräsident Isa Mustafa (2014–2017)
- Kroatien
  - Staatsoberhaupt:
    - Präsident Ivo Josipović (2010–18. Februar 2015)
    - Präsidentin Kolinda Grabar-Kitarović (18. Februar 2015–2020)

  - Regierungschef: Regierungspräsident Zoran Milanović (2011–2016)
- Lettland
  - Staatsoberhaupt:
    - Präsident Andris Bērziņš (2011–8. Juli 2015)
    - Präsident Raimonds Vējonis (8. Juli 2015–2019)

  - Regierungschef: Ministerpräsidentin Laimdota Straujuma (2014–2016)
- Liechtenstein
  - Staatsoberhaupt: Fürst Hans-Adam II. (seit 1989)
    - Regent: Erbprinz Alois (seit 2004)

  - Regierungschef: Adrian Hasler (2013–2021)
- Litauen
  - Staatsoberhaupt: Präsidentin Dalia Grybauskaitė (2009–2019)
  - Regierungschef: Ministerpräsident Algirdas Butkevičius (2012–2016)
- Luxemburg
  - Staatsoberhaupt: Großherzog Henri (seit 2000) (1998–2000 Regent)
  - Regierungschef: Premierminister Xavier Bettel (2013–2023)
- Malta
  - Staatsoberhaupt: Präsidentin Marie Louise Coleiro Preca (2014–2019)
  - Regierungschef: Ministerpräsident Joseph Muscat (2013–2020)
- Isle of Man[1]
  - Staatsoberhaupt: Lord of Mann Elisabeth II. (1952–2022)
    - Vizegouverneur: Adam Wood (2011–2016)

  - Regierungschef: Premierminister Allan Bell (2011–2016)
- Mazedonien
  - Staatsoberhaupt: Präsident Gjorge Ivanov (2009–2019)
  - Regierungschef: Ministerpräsident Nikola Gruevski (2006–2016)
- Moldau
  - Staatsoberhaupt: Präsident Nicolae Timofti (2012–2016)
  - Regierungschef:
    - Ministerpräsident Iurie Leancă (2013–18. Februar 2015)
    - Ministerpräsident Chiril Gaburici (18. Februar 2015–22. Juni 2015)
    - Ministerpräsidentin Natalia Gherman (22. Juni 2015–30. Juli 2015) (kommissarisch)
    - Ministerpräsident Valeriu Streleț (30. Juli 2015–30. Oktober 2015)
    - Ministerpräsident Gheorghe Brega (30. Oktober 2015–2016) (kommissarisch)

  - Transnistrien (international nicht anerkannt)
    - Staatsoberhaupt: Präsident Jewgeni Wassiljewitsch Schewtschuk (2011–2016)
    - Regierungschef:
      - Ministerpräsidentin Tatjana Turanskaja (2013–2. Dezember 2015)
      - Ministerpräsidentin Maija Parnas (2. Dezember 2015–23. Dezember 2015) (kommissarisch)
      - Ministerpräsident Pawel Prokudin (23. Dezember 2015–2016)
- Monaco
  - Staatsoberhaupt: Fürst: Albert II. (seit 2005)
  - Regierungschef:
    - Staatsminister Michel Roger (2010–2016)
    - Staatsminister: Gilles Tonelli (16. Dezember 2015–2016) (kommissarisch)
- Montenegro
  - Staatsoberhaupt: Präsident Filip Vujanović (2002–2003, 2003–2018) (1998–2003 Ministerpräsident)
  - Regierungschef: Ministerpräsident Milo Đukanović (1991–1998, 2003–2006, 2008–2010, 2012–2016) (1998–2002, 2018–2023 Präsident)
- Niederlande
  - Staatsoberhaupt: König Willem-Alexander (seit 2013)
  - Regierungschef: Ministerpräsident Mark Rutte (2010–2024)
  - Curaçao (Land des Königreichs der Niederlande)
    - Vertreter der niederländischen Regierung: Gouverneurin Lucille George-Wout (seit 2013)
    - Regierungschef: 
      - Ministerpräsident Ivar Asjes (2013–31. August 2015)
      - Ministerpräsident Ben Whiteman (1. September 2015–2016)

  - Sint Maarten (Land des Königreich der Niederlande)
    - Vertreter der niederländischen Regierung: Gouverneur Eugene Holiday (2010–2022)
    - Regierungschef: 
      - Ministerpräsident Marcel Gumbs (2014–19. November 2015)
      - Ministerpräsident William Marlin (19. November 2015–2017)

  - Aruba (Land des Königreich der Niederlande)
    - Vertreter der niederländischen Regierung: Gouverneur Fredis Refunjol (2004–31. Dezember 2016)
    - Regierungschef: Ministerpräsident Mike Eman (2009–2017)
- Norwegen
  - Staatsoberhaupt: König Harald V. (seit 1991)
  - Regierungschef: Ministerpräsidentin Erna Solberg (2013–2021)
- Österreich
  - Staatsoberhaupt: Bundespräsident Heinz Fischer (2004–2016)
  - Regierungschef: Bundeskanzler Werner Faymann (2008–2016)
- Polen
  - Staatsoberhaupt:
    - Präsident Bronisław Komorowski (2010–6. August 2015)
    - Präsident Andrzej Duda (6. August 2015–2025)

  - Regierungschef:
    - Ministerpräsidentin Ewa Kopacz (2014–16. November 2015)
    - Ministerpräsidentin Beata Szydło (16. November 2015–2017)
- Portugal
  - Staatsoberhaupt: Präsident Aníbal Cavaco Silva (2006–2016) (1985–1995 Ministerpräsident)
  - Regierungschef:
    - Ministerpräsident Pedro Passos Coelho (2011–26. November 2015)
    - Ministerpräsident António Costa (26. November 2015–2024)
- Rumänien
  - Staatsoberhaupt: Präsident Klaus Johannis (2014–2025)
  - Regierungschef:
    - Ministerpräsident Victor Ponta (2012–5. November 2015)
    - Ministerpräsident Sorin Cîmpeanu (5. November 2015–17. November 2015) (kommissarisch)
    - Ministerpräsident Dacian Cioloș (17. November 2015–2017)
- Russland
  - Staatsoberhaupt: Präsident Wladimir Putin (1999–2008, seit 2012) (1999–2000, 2008–2012 Ministerpräsident)
  - Regierungschef: Ministerpräsident Dmitri Medwedew (2012–2020) (2008–2012 Präsident)
- San Marino
  - Staatsoberhäupter: Capitani Reggenti:
    - Gian Franco Terenzi (1987–1988, 2000–2001, 2006, 2014–1. April 2015) und Guerrino Zanotti (2014–1. April 2015)
    - Andrea Belluzzi (1. April 2015–1. Oktober 2015) und Roberto Venturini (1. April 2015–1. Oktober 2015)
    - Nicola Renzi (seit 1. Oktober 2015) und Lorella Stefanelli (1. Oktober 2015–2016)

  - Regierungschef: Außenminister Pasquale Valentini (2012–2016)
- Schweden
  - Staatsoberhaupt: König Carl XVI. Gustaf (seit 1973)
  - Regierungschef: Ministerpräsident Stefan Löfven (2014–2021)
- Schweiz[2]
  - Bundespräsidentin Simonetta Sommaruga (1. Januar 2015–31. Dezember 2015)
  - Bundesrat:
    - Doris Leuthard (2006–2018)
    - Eveline Widmer-Schlumpf (2008–31. Dezember 2015)
    - Ueli Maurer (2009–2022)
    - Didier Burkhalter (2009–2017)
    - Johann Schneider-Ammann (2010–2018)
    - Simonetta Sommaruga (2010–2022)
    - Alain Berset (2012–2023)
- Serbien
  - Staatsoberhaupt: Präsident Tomislav Nikolić (2012–2017)
  - Regierungschef: Ministerpräsident Aleksandar Vučić (2014–2017) (seit 2017 Präsident)
- Slowakei
  - Staatsoberhaupt: Präsident Andrej Kiska (2014–2019)
  - Regierungschef: Ministerpräsident Robert Fico (2006–2010, 2012–2018, seit 2023)
- Slowenien
  - Staatsoberhaupt: Präsident Borut Pahor (2012–2022) (2008–2012 Ministerpräsident)
  - Regierungschef: Ministerpräsident Miro Cerar (2014–2018)
- Spanien
  - Staatsoberhaupt: König Philipp VI. (seit 2014)
  - Regierungschef: Ministerpräsident Mariano Rajoy (2011–2018)
- Tschechien
  - Staatsoberhaupt: Präsident Miloš Zeman (2013–2023) (1998–2002 Ministerpräsident)
  - Regierungschef: Ministerpräsident Bohuslav Sobotka (2014–2017)
- Ukraine
  - Staatsoberhaupt: Präsident Petro Poroschenko (2014–2019)
  - Regierungschef: Ministerpräsident Arsenij Jazenjuk (2014–2016)
- Ungarn
  - Staatsoberhaupt: Präsident János Áder (2012–2022)
  - Regierungschef: Ministerpräsident Viktor Orbán (1998–2002, seit 2010)
- Vatikanstadt
  - Staatsoberhaupt: Papst Franziskus (2013–2025)
  - Regierungschef: Präsident des Governatorats Giuseppe Bertello (2011–2021)
- Vereinigtes Königreich
  - Staatsoberhaupt: Königin Elisabeth II. (1952–2022) (gekrönt 1953)
  - Regierungschef: Premierminister David Cameron (2010–2016)
- Belarus
  - Staatsoberhaupt: Präsident Aljaksandr Lukaschenka (seit 1994)
  - Regierungschef: Ministerpräsident Andrej Kabjakou (2014–2018)
- Republik Zypern
  - Staats- und Regierungschef: Präsident Nikos Anastasiadis (2013–2023)
  - Nordzypern (international nicht anerkannt)
    - Staatsoberhaupt:
      - Präsident Derviş Eroğlu (2010–30. April 2015) (1985–1994, 1996–2004, 2009–2010 Ministerpräsident)
      - Präsident Mustafa Akıncı (30. April 2015–2020)

    - Regierungschef:
      - Ministerpräsident Özkan Yorgancıoğlu (2013–15. Juli 2015)
      - Ministerpräsident Ömer Kalyoncu (15. Juli 2015–2016)